# 滝口幸広
滝口 幸広（たきぐち ゆきひろ、1985年5月29日 - 2019年11月13日）は、日本の俳優、タレントである。千葉県出身。スターダストプロモーション制作3部所属。身長179cm。愛称はたっきー、ゆっきー等。

## 来歴
中学・高校生時代はサーフィンに傾倒し、高校時代に地元の海でスカウトされてモデルの仕事を始める。『WATER BOYS』の撮影現場を見て俳優業に興味を持ち、高校3年生の時に自ら履歴書を送り現在の事務所に所属する。
2004年にテレビドラマ『WATER BOYS2』で俳優業を始める。2007年6月に若手俳優グループPureBOYSに加入するが2008年3月31日に離脱し、以後もPureBoysのインターネット番組『原宿アメスタ☆学園』に「教育実習生」として出演した。
代表作の『ミュージカル テニスの王子様 Absolute King 立海 feat. 六角』の映像が2008年にニコニコ動画に投稿されると、劇中の台詞「大石のテリトリー」が「大石の照り鳥」に聞こえると「空耳」で話題になり、『ミュージカル テニスの王子様』の「空耳ブーム」に影響した。以後、ドラマや映画、舞台やバラエティ番組など広く活動した。
2015年に、若手俳優の作品に携わる「る・ひまわり」と商業演劇の「明治座」が企画した舞台で主演を務めた。
2019年11月13日未明に突発性虚血心不全のため34歳で死去した、と11月15日に所属事務所が発表した。11月11日にインスタグラムを更新するなど、直前まで元気な姿を見せていた。一部報道は寒暖差、急激な温度変化が死因と推測した。生涯独身だった。ニコニコ動画『ミュージカル テニスの王子様』の動画に多数の追悼コメントが寄せられた。

## 人物
趣味はサッカー。特技は料理で一度口にしたものは再現できる。2008年12月に調理師免許を取得した。椎茸を苦手とする。
1993年、8歳の時に交通事故に遭ったが無傷であった。
小説家の島崎藤村と縁戚であると語るが、「（自身は）これといって文才があるわけではない」と述べている。

## 出演

### 舞台
- 黒蜥蜴（2005年4月 - 6月）
- ミュージカル テニスの王子様（2006年 - 2007年） - 大石秀一郎 役
  - Advancement Match 六角 feat.氷帝学園
  - Absolute King 立海 feat.六角
  - Dream Live 4th
  - Absolute King 立海 feat.六角〜Second Service〜
- 初級教室（2006年9月、シアターVアカサカ） - 主演
- 7Cheers! 〜飛べ!自分という大地から!〜（2007年10月、博品館劇場） - 月浦幸太 役
- おいしいタイミング（2008年6月、全労済ホールスペース・ゼロ）
- 台風14号 もんしろ（2008年7月 - 8月、東京芸術劇場小ホール1） - 難波昇太 役
- クロックガールズ「結婚の条件」（2008年9月、SPACE107） - 特別講師 役（日替わりゲスト）
- ミュージカル 冒険者たち（2009年3月、シアターサンモール／2010年6月、サンシャイン劇場/テレピアホール） - 七郎 役
- リバースヒストリカ（2009年4月、全労済ホールスペース・ゼロ）
- 殺し屋シュウ 〜シュート・ミー〜（2009年9月、博品館劇場）
- ダブルブッキング（2010年2月、神保町花月）
- 白虎隊ザ・アイドル（2010年3月、全労済ホールスペース・ゼロ） - 飯沼貞吉 役
- パニックカフェ（2011年1月、赤坂レッドシアター）
- 降臨Fight（2011年4月、吉祥寺シアター） - 真田幸村 役
- PEACE MAKER 〜新撰組参上〜（2011年6月、シアターGロッソ） - 市村辰之助 役
- Letter（2011年8月 - 9月、恵比寿エコー劇場） - 主演 溝口譲 役
- 大江戸鍋祭〜あんまりはしゃぎ過ぎると討たれちゃうよ〜（2011年12月、明治座/梅田芸術劇場） - 寺坂吉右衛門 役
- 僕等の図書室 〜みんなで読書会〜（2012年4月、梅田芸術劇場） - たっきー先生 役
- 僕等の図書室2（2012年9月 - 10月、パルコ劇場/梅田芸術劇場） - たっきー先生 役
- ハイスクール歌劇団☆男組（2012年9月、天王洲 銀河劇場） - 桐生晃 役
- ドリームジャンボ宝ぶね 〜けっしてお咎め下さいますな〜（2013年1月、青山劇場/梅田芸術劇場） - ぬらりひょん 役（妖怪チームリーダー）[17]
- 近未来パーク（2013年4月20日、吉祥寺シアター） - 日向の同僚　堀内 役（日替わりゲスト）
- ラジオスターの悲劇（2013年5月11日、吉祥寺シアター） - ラジオスター 役（日替わり主演）
- タンブリング Vol.4（2013年8月、赤坂ACTシアター） - 坂東将門 役
- DA2-DANZIN アジアツアーファイナルトーキョーインライブ（2013年10月12日、ディファ有明） - HYUN 役
- 歳末明治座 る・フェア 〜年末だよ！みんな集合!!〜（2013年12月、明治座/NHK大阪ホール） - 後白河法皇 役
- 僕等の図書室3（2014年5月、銀座ブロッサムホール/シアタードラマシティ） - たっきー先生 役
- ギャングアワー（2014年10月4日、新宿シアターモリエール） - 鈴木 役（日替わりゲスト）
- 聖☆明治座・るの祭典〜あんまりカブると怒られちゃうよ〜（2014年12月、明治座/梅田芸術劇場） - 織田信長 役
- る・コン 〜あんなこと、こんなことあったでSHOW〜（2014年12月31日、明治座）
- 滝口炎上（2015年5月、明治座） - 主演 徳川家光 役
- カレーライフ（2015年10月、Zeppブルーシアター/11月、熊本県立劇場 演劇ホール/11月、森ノ宮ピロティホール） - ワタル 役
- Honganji（2016年1月 - 2月、新歌舞伎座/中日劇場/EX THEATER ROPPONGI） - 雑賀衆・小雀 役
- ミュージカル『TARO URASHIMA』（2016年8月、明治座） - 甲太子 役 [18]
- 僕等の図書室 特別授業（2016年12月、有楽町朝日ホール/サンケイホールブリーゼ） - たっきー先生 役
- 犬夜叉（2017年4月、天王洲 銀河劇場） - 弥勒 役
- おねだり（2017年9月 - 10月、シアターサンモール/HEP HALL） - 戸崎勝 役
- まわれ!無敵のマーダーケース（2017年10月、サンモールスタジオ） - 映像出演
- RICE on STAGE「ラブ米」 - 兄鴨 役
  - 〜Endless rice riot〜（2017年11月、品川プリンスホテル クラブeX）
  - Festival in バレンタイン（2018年2月、品川プリンスホテル クラブeX）
  - 〜I’ll give you rice〜（2018年4月、品川プリンスホテル クラブeX）
  - 〜Rice will come again〜（2020年11月、品川プリンスホテル クラブeX）
- ゆく年く・る年冬の陣 師走明治座時代劇祭（2017年12月、明治座/2018年1月、梅田芸術劇場） - 徳川家康 役
- MANKAI STAGE『A3!』 - 鹿島雄三 役
  - 〜SPRING & SUMMER 2018〜（2018年6月 - 7月、天王洲 銀河劇場/7月、京都劇場/10月 - 11月、天王洲 銀河劇場）
  - 〜AUTUMN & WINTER 2019〜（2019年1月31日 - 2月11日、日本青年館ホール/2月23日 - 24日、下関市民会館 大ホール/2月27日 - 3月3日、梅田芸術劇場/3月15日 - 24日、天王洲 銀河劇場）
  - 〜SUMMER2019〜 （2019年8月8日 - 18日、品川ステラボール/8月23日 - 9月1日、AiiA 2.5theater kobe/9月6日 - 8日、名古屋市公会堂/9月13日 - 15日、長岡市立劇場大ホール / 9月19日 - 29日、品川ステラボール）
- 歳が暮れ・るYO 明治座大合戦祭（2018年12月28日 - 31日、明治座/2019年1月19日、梅田芸術劇場） - 甘利虎泰 役
- ミュージカル『青春-AOHARU-鉄道』スピンオフ〜すべての路は所沢へ通ず〜（2019年5月9日 - 19日、品川プリンスホテル クラブeX） - 西武秩父線 役
- ミュージカル『青春-AOHARU-鉄道』コンサート Rails Live 2019（2019年10月30日 - 31日、舞浜アンフィシアター/11月3日 - 4日、COOL JAPAN PARK OSAKA WWホール） - 西武秩父線 役

### テレビドラマ
- WATER BOYS2（2004年7月 - 9月、フジテレビ） - 鳥羽 役
- 着信アリ 第1話（2005年10月、テレビ朝日） - 本田達也 役
- 魔法戦隊マジレンジャー 第39話「あべこべ姉弟」（2005年11月、テレビ朝日） - タカアキ 役
- アンフェア 第1話（2006年1月、フジテレビ） - 勢田トオル 役
- 恋する日曜日 「お引越し」（2007年6月2日、BS-i） - 吉田たかし 役（隣人のイケメン）
- 浅草ふくまる旅館第2シリーズ 第7話（2007年11月19日、TBS） - 梶山俊春 役
- 正しい王子のつくり方（2008年1月 - 3月、テレビ東京） - 相馬史造 役
- 貧乏男子 ボンビーメン（2008年1月 - 3月、日本テレビ） - 阿部 役
- 東京ゴースト・トリップ（2008年4月、東京MXテレビほか） - 乾六 役
- ごくせん 第3シリーズ 第8話（2008年6月、日本テレビ） - 国村 役
- あたしたちの桃色日記 第5回「Cappuccino〜弟のトモダチ〜」（2009年3月、BS11） - 潤 役
- 恋して悪魔〜ヴァンパイア☆ボーイ〜 第1話（2009年7月、関西テレビ/フジテレビ） - ヴァンパイア 役
- ブザー・ビート〜崖っぷちのヒーロー〜 第7話（2009年8月、フジテレビ） - 与謝野 役
- 俺たちは天使だ! NO ANGEL NO LUCK - 3D - 第7話（2009年11月18日、テレビ東京） - 大学生時代の藤波 昭彦 役
- あり得ない! 第9話「通夜の前日」（2010年3月10日、MBS） - 山村光一郎 役
- 月曜ゴールデン 緑川警部 VS 殺人トランプ（2011年9月12日、TBS） - 藤村公彦 役
- 戦国★男士（2011年10月 - 2012年3月、テレビ神奈川） - 主演 伊達政宗 役
- ハイスクール歌劇団☆男組（2012年10月6日、CBC） - 桐生晃 役
- 終電バイバイ 第7話（2013年2月25日、TBS） - タクヤ 役
- 山田くんと7人の魔女 第6話（2013年9月17日、フジテレビ） - 美琴の元彼 役
- 妻は、くノ一〜最終章〜（2014年5月、NHK BSプレミアム） - 高杉新十郎 役
- 仮面ライダードライブ（2014年10月 - 2015年9月、テレビ朝日） - 早瀬明 役
- 太鼓持ちの達人〜正しい××のほめ方〜 第11話（2015年3月23日、テレビ東京） - 神宮寺輝彦 役
- プラチナエイジ（2015年3月 - 5月、東海テレビ） - 伊佐山達也 役
- 不便な便利屋2016初雪（2016年12月30日、テレビ東京） - 桑野健次郎 役

### Webドラマ
- 手塚眞のホラーシアター ザ・バースデイ 9「彼女の洋服」（2005年、compass-TV） - 晃 役
- 100シーンの恋 Vol.3「夏の恋、二人の約束」〜水泳編〜（2008年12月、Voltage） - 水泳部の先輩 役
- スマートボーイズMOVIE第3弾「いつかはきっとクリスマス」（2012年12月、スマートボーイズ（幻冬舎コミックス）） - ジン 役
- ドラマ 熱血硬派くにおくん（2013年9月13日 - 、NOTTV） - りき 役
- スマ恋シリーズ第2弾「恋弓」（2015年10月 - 11月、スマートボーイズ） - 市宮眞人 役
- 銀魂 -ミツバ篇-第一話（2017年、dTV） - 真撰組隊員 役

### 映画
- Water（2007年、吉田修一監督） - 主演 凌雲 役[注釈 2]
- YOSHIMOTO DIRECTOR'S 100 〜100人が映画撮りました〜「暁に死、抱きしめて」（2007年、西田幸治（笑い飯）監督） - 主演 アキヒロ 役
- タクミくんシリーズ - 赤池章三 役[注釈 3]
  - タクミくんシリーズ そして春風にささやいて（2007年）
  - タクミくんシリーズ2 虹色の硝子（2009年）
  - タクミくんシリーズ3 美貌のディテイル（2010年）
  - タクミくんシリーズ4 Pure〜ピュア〜（2010年）
  - タクミくんシリーズ5 あの、晴れた青空（2011年）
- サイバーダインショートムービー「TARGET HAL マイクロアドベンチャー」（2008年） - 主演
- イケメンバンク THE MOVIE（2009年） - 財前波流乃 役
- アニと僕の夫婦喧嘩（2009年） - 久保亮 役
- 月と嘘と殺人（2010年） - 奥寺耕介 役[19]（八神蓮とのW主演）
- ギャングスタ（2011年） - 赤星新 役
- work shop（2013年） -諸刃直樹 役
- セブンデイズ MONDAY→THURSDAY（2015年） - 弓道部顧問 役（友情出演）[20]
- セブンデイズ FRIDAY→SUNDAY（2015年） - 弓道部顧問 役（友情出演）
- 覚悟はいいかそこの女子。（2018年） - 奥村先生 役
- AI探偵 （2019年） - 志威志役

### オリジナルビデオ
- 仮面ライダードライブ シークレット・ミッション type ZERO 第0話 カウントダウン to グローバルフリーズ（2014年12月） - 早瀬明 役
- 發（アオ）の竜〜逆転の闘牌〜（2017年5月、オールインエンタテインメント） - 伊織竜 役[21]
- 發（アオ）の竜〜逆転の闘牌〜第二章（2017年7月、オールインエンタテインメント） - 伊織竜 役[22]

### テレビ番組
- ペット大集合!ポチたま（2008年7月 - 2010年3月、テレビ東京） - レギュラー
- モンハンぷらす 一狩りいこうぜ!（2011年1月 - 4月、テレビ東京）
- 戦国鍋TV 〜なんとなく歴史が学べる映像〜（2011年、テレビ神奈川 他）
  - 「ホトきんトリオ」 -　豊臣秀吉 役
  - 「家康徳川の統べりたい話／徳川15代将軍」 - 徳川慶喜 役
  - 「武武家」 - 若者A 役
  - 「ヘアアーティスト毛利」 - 毛利元就 役

- 7スタBratch!（2011年7月 - 9月、テレビ東京）
- あさイチ（2012年1月24日 - 2019年10月8日、NHK）
  - 「あさイチごはん」アシスタント（不定期出演）
  - 「夢の3シェフ競演[23][24]」「ハレトケキッチン」アシスタント（月1回出演）

- 愛しの残念オンナちゃん（2012年7月31日、フジテレビ）
- 炎の体育会TV（2012年12月 - 、TBS） - 「体育会TV水泳部」部員 （不定期出演）
- モテ福（2013年4月 - 2018年3月、テレビ埼玉） - 料理長・タキオ（椎茸の妖精） 役/ 織田信長 役
- かみばな〜日本には八百万の神様がいるかもしれない〜 第1話（2013年4月 - 7月、BS11） - スサノオ 役
- 俺の地図帳〜地理メンBOYSが行く〜（2014年4月 - 9月、読売テレビ） - 編集部員
  - 「秘湯 武士ロマン」「日本列島 吹き矢の旅」 - 真田幸村 役
  - 「ルーツ575」 - HIT-MARO（柿本人麻呂） 役

- 俺の地図帳〜地理メンBOYSが行く〜 セカンドシーズン（2015年4月 - 9月、読売テレビ） - 編集部員
  - 「地理ドラマ 都道府県物語」 - YAMAGATA 役

- シャキット!（2015年4月 - 2017年9月、千葉テレビ） - 水曜日「シャキット！クッキング」2代目アシスタント
- まる得マガジン（2016年2月、NHK）
- 得する人損する人（2017年6月29日 - 2018年9月13日 （不定期出演）、日本テレビ） - ウル得マンタロウ 役
- カオスパイ[注釈 4]（2018年4月 - 9月21日、テレビ埼玉） - ゼウス 役

### テレビアニメ
- 世界の闇図鑑（2017年4月 - 6月、テレビ東京）
- フォーカード（2018 - 2019年、テレビ東京） - バールベア / 熊谷 役

### インターネット
- 原宿アメスタ☆学園（2007年6月 - 2008年6月、アメーバビジョン）
- 滝口幸広&佐藤永典のテキパキいこーぜ!（2011年1月 - 2012年12月、あっ!とおどろく放送局）
- ヒートアップ・イブ（2011年4月 - 2012年10月、ニコニコ生放送）
- 古坂大魔王のカツアゲ!（2012年5月、アメーバスタジオ） - 第4代目見習い
- 七人のチャレンジ侍!（2012年7月 - 2014年4月、アメーバスタジオ）
- 女子力cafe 〜あいすくりーす〜（2013年2月、アメーバスタジオ） - マンスリーアシスタントMC
- 八神滝口のBAR（2013年8月 - 12月、DMMライブトーク）[注釈 5]
- プレミアム☆プリンス（2013年9月 - 2014年3月、ニコニコチャンネル）
- タッキー＆ハマカーンのDust BOX（2014年6月 - 2016年2月、アメーバスタジオ）
- たんぽぽ＆滝口幸広の妄想プランナー（2014年8月 - 2015年5月、アメーバスタジオ）
- 滝口幸広・宮下雄也or米原幸佑の『花の！85年組！〜30歳になったイケメンたち〜』（2015年8月 - 2017年7月、ニコニコチャンネル「スマボch」）
- タッキーチャンネル（2016年3月 - 、FRESH!）
- 僕等の図書室の木曜The NIGHT（2016年12月9日、AbemaTV） - MC[25]
- 新春オールスター麻雀大会2019（2019年1月2日 - 3日、AbemaTV）[26]

### CM
- 日本マクドナルド「マックチキンセット」（2005年）
- JTB「JTB流×学生流」（2007年12月 - 2008年3月）
- 浜名湖自動車学校「ハマイン」篇（2009年6月 - 2016年3月、2017年11月 - ）
- ポッカコーポレーション「キレートレモン」（2011年6月 - 2012年3月）
- 美・皇潤テレビショッピング　インフォマーシャル（2013年3月 - 、不定期放送）
- 日立ソリューションズ「活文」（2014年8月 - 9月）（トレインチャンネル/品川駅前ビジョン放映）

### ミュージック・ビデオ
- FLOW「Garden 〜Summer Edit〜」（2005年8月、キューンレコード）
- JEMSTONE「eternal 〜永遠人〜」（2009年4月、Nayutawave Records）
- アワレンジャー「わんわんLOVE」（2011年12月）
- CODE-V「君がくれたもの」（2012年5月、CODE M）
- DA2-DANZIN「ダッシュ＆キック」（2012年12月）
  - DA2-DANZIN「どうしても」（2013年7月）
  - DA2-DANZIN「ファンタスティックダヨ JAPAN」（2014年10月）

- 御ピース「つわものディストラクション」（2013年11月）
- マーライオンZ「口から水」（2017年9月）
- いろは坂48カーブ「天下人マジナリテー」（2019年12月）

### モデル
- ヒュンメル（2009年）カタログモデル

## 作品

### 写真集
- nachural（2007年8月29日、SDP） ISBN 4903620158（高木心平、小野健斗、夕輝壽太と自身を含めた4人の写真集）[27]
- ポストカードブック happiness（2009年9月15日、スタジオワープ） ISBN 4903451933

### 映像作品
- メイキング オブ タクミくんシリーズ
  - タクミくんシリーズ 虹色の硝子〜恋する貴公子（2009年4月、ポニーキャニオン）
  - タクミくんシリーズ 美貌のディテイル〜祠堂学院 秘密のディテイル〜（2010年1月、ポニーキャニオン）
  - タクミくんシリーズ あの、晴れた青空 祠堂学院 青空の下のプリンス達（2011年6月、ポニーキャニオン）
- アニと僕の夫婦喧嘩 パーソナルDVD さんた亭トナカイに明日はない? 滝口幸広（2009年5月、ポニーキャニオン）
- Search for my roots 滝口幸広&佐藤永典 プライベートジャーニー in 台湾 （エースデュース）
  - 高雄編（2010年2月）
  - 花蓮編（2010年3月）
  - 台北編（2010年4月）
- ハッピーレシピ（料理とトークを中心とするバラエティDVD）
  - ハッピーレシピ！ 〜美男たちの昼下がり〜（2011年11月、アルバトロス） - 滝口、佐藤永典、八神蓮、古原靖久、渡辺大輔
  - ハッピーレシピII 〜男子!チューボーに入ります!〜（2012年8月、アルバトロス） - 滝口、八神蓮、浜尾京介、太田基裕、安里勇哉（TOKYO流星群）
  - ハッピーレシピIII 〜男子!チューボーに入ります!〜（2012年9月、アルバトロス） - 滝口、佐藤永典、平野良、浜尾京介、古原靖久、松田凌、ヤマタニカズキ（TOKYO流星群）
  - ハッピーレシピIV 〜アウトドアしちゃいました!〜（2013年4月、アルバトロス） - 滝口、佐藤永典、平野良、松田凌
  - ハッピーレシピV 〜香港に来ちゃいました〜（2014年9月、スパイスビジュアル） - 滝口、佐藤永典
- 映画「work shop」メイキング shooting Days（2013年5月、ポニーキャニオン）
- ハッピーレシピ（オリジナル・ドラマDVD）
  - ハッピーレシピ The Drama episode1〜あの娘はだぁれ?〜（2014年2月、アルバトロス）
  - ハッピーレシピ The Drama episode2〜レシピどろぼう〜（2014年3月、アルバトロス）
- オリジナルDVD「灼熱の闘牌録!鉄火場のシン」 - 山崎シンヤ 役
  - 灼熱の闘牌録!鉄火場のシン 生き残るモノの覚悟（2014年8月、竹書房）
  - 灼熱の闘牌録!鉄火場のシン 卓上に賭けた絆（2014年9月、竹書房）

### 電子書籍
- 東京デート☆滝口幸広（2012年12月、幻冬舎コミックス） - 写真集
- 滝口幸広 from いつかはきっとクリスマス（2013年6月、幻冬舎コミックス） - 写真集

### 音楽CD
- ミュージカル『テニスの王子様』ベストアクターズシリーズ007 滝口幸広as大石秀一郎 and 瀬戸康史as菊丸英二（2007年7月、インデックスミュージック）
- 神秘の螺旋 （作詞：田久保真見、作曲・編曲：西岡和哉）
  - 恋愛アドベンチャーゲーム『遙かなる時空の中で4』エンディングテーマ。
  - ドラマ・ヴォーカル・BGM集『遙かなる時空の中で4〜天空の書〜』（2008年6月、コーエー）収録。

### ドラマCD
- 英会話教師 前園くんと後田くん!!（2014年4月）